# ルキウス・リキニウス・ルクッルス
ルキウス・リキニウス・ルクッルス（ラテン語: Lucius Licinius Lucullus, 紀元前118年 - 紀元前56年）は、共和政ローマの政治家、軍人。スッラの支援者で、小アジア、黒海沿岸を征服した。表記ゆれでルクルスとも。

## 家族
父は同名のルキウス・リキニウス・ルクッルス、母カエキリアはクィントゥス・カエキリウス・メテッルス・ヌミディクスの姉妹でヌミディクスの甥に当たる。同名の祖父ルキウスは執政官を務めた。クィントゥス・カエキリウス・メテッルス・ピウスとスッラの妻カエキリアは従兄弟に当たる。
母方カエキリウス・メテッルス家の家系
- 大おじ：クィントゥス・カエキリウス・メテッルス・マケドニクス
- 母方の祖父：ルキウス・カエキリウス・メテッルス・カルウス
  - おじ：クィントゥス・カエキリウス・メテッルス・ヌミディクス
    - 従兄弟：クィントゥス・カエキリウス・メテッルス・ピウス

  - おじ：ルキウス・カエキリウス・メテッルス・ダルマティクス
    - 従姉妹：カエキリア・メテッラ・ダルマティカ
    - 従姉妹の婿：ルキウス・コルネリウス・スッラ

  - 母：カエキリア・メテッラ・カルウァ
    - ルキウス・リキニウス・ルクッルス

## 生涯
紀元前118年、ローマに生まれる。はじめスッラの元で同盟市戦争に参加し、紀元前88年のスッラのローマ進軍を支持するただ1人のクァエストルであった。紀元前79年に兄弟のマルクス・テレンティウス・ウァッロ・ルクッルスと共にアエディリスになり、豪華な競技会を提供した。
紀元前74年に執政官になり、ポントス王ミトリダテス6世との第三次ミトリダテス戦争に赴いた。紀元前72年にカビラの戦いでミトリダテス6世を破り、ミトリダテス6世をアルメニアへの逃亡に追い込んだ。また、ミトリダテス6世を匿ったアルメニア王ティグラネス2世とも戦い、紀元前69年にはティグラノセルタの戦いで決定的な勝利を得て、さらに紀元前68年にはアルタクサタの戦いでもこれを破った。
しかし、アジアでローマ軍の維持を略奪に頼り、兵士に対して突き放した態度をとったため、不満を持った兵士達と彼らと組んだプブリウス・クロディウス・プルケルの活動によって彼の名声は落ち、軍内での権威も徐々に衰え、一時は凱旋式を挙げることすら危ぶまれた。結果、軍の指揮権はグナエウス・ポンペイウスに挿げ替えられ、ポンペイウスによって戦争は続行された。紀元前63年、プロコンスルとしてやっと凱旋式が認められた。戦後引退し、引退後は豪勢な生活を送った。

## 美食・文化活動

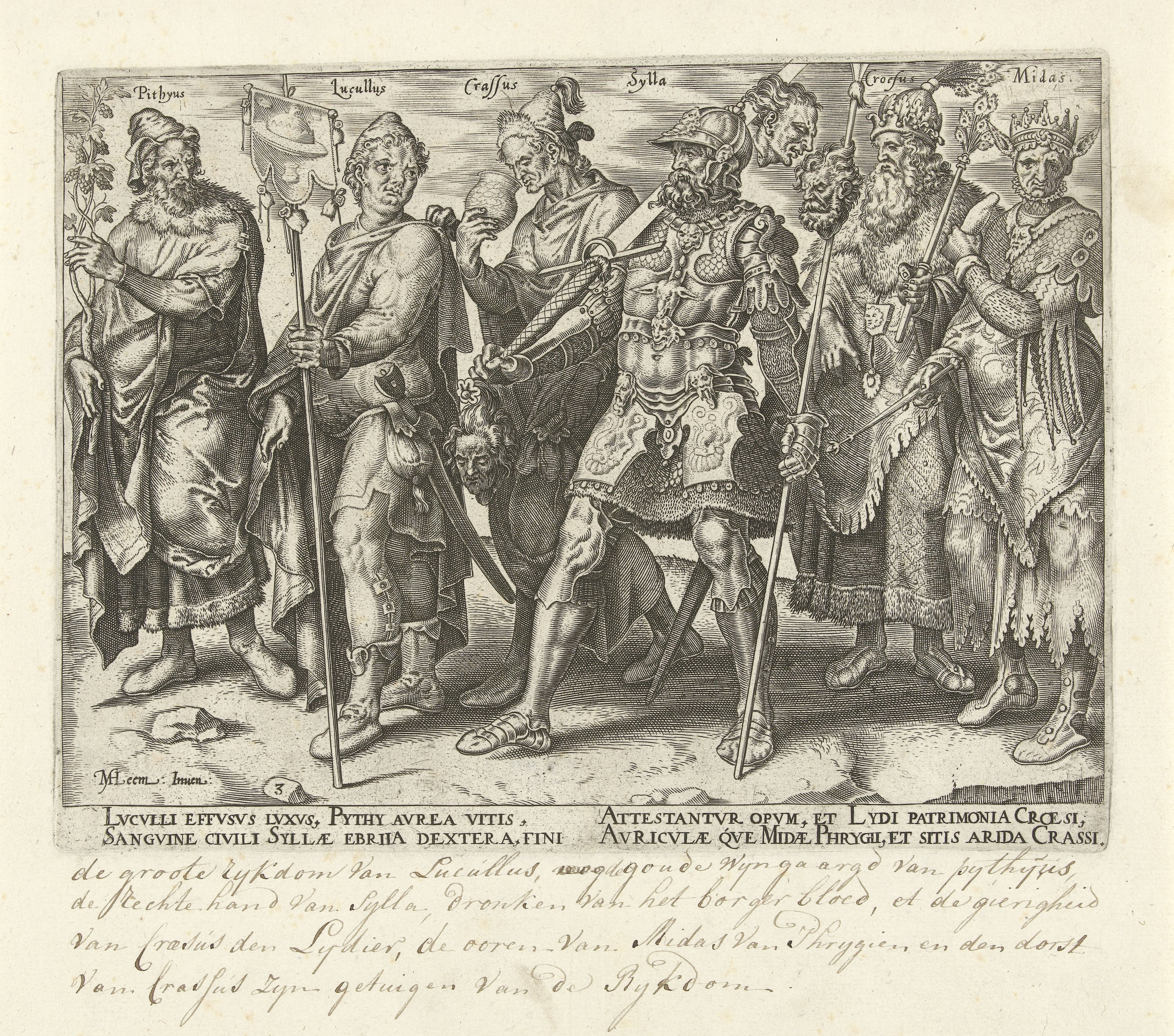
1563年にオランダで描かれた悪名高い著名な金持ちたちシリーズから。左から二番目が裕福で大食らいのローマの政務官ルクッルス

引退後のルクッルスは、共和政時代随一と言われた豪邸を各所に建て、中近東から持ち帰った膨大な美術品や書物を並べた。引退後の彼の暮らしの贅沢さは有名で、プルタルコスの「ルクッルス伝」によれば「トーガを纏ったクセルクセス」と呼ばれ、食用のサクランボとアンズをアジアよりヨーロッパにもたらしたともされる。
また、ルクッルスは、ヨーロッパでは食通の代名詞とされる。現在でも豪華な食事を「ルクッルス式」という。ルクッルスは良質な材料を確保するため、海水を引いた池で魚を育て、鳥や牛を飼育し、野菜や果物やチーズを自家の農園で作らせた。また、食事をとる部屋の装飾、食事中の音楽や詩文、交わされる会話、これらにふさわしい客の選別などにこだわったと言われる。
ある時、ルクッルスが1人で食事をすると言った。従者が今日は1人だからいつもより簡単な食事でよいだろうと判断し供したところ、ルクッルスは「今日はルクッルスがルクッルスと一緒に食事することを知らないか（それにふさわしい豪華な食事を用意せよ。）」と言って叱ったという逸話もある。
常日頃、ルクッルスの美食の噂を聞いていた哲学者のキケロとポンペイウスは、恐らく豪奢な食事は会食用で、1人の時は質素に違いないと思っていた。町中でルクッルスを見かけた2人は彼に急な訪問を申し出たが、豪華な食事を用意させては申し訳ないと「これからお訪ねしたいが、特別な用意はいらない。食事はあなたがいつも食べているもので構わない」と釘を刺した。彼らはルクッルスが自分たちに気を使って召使に来客用の食事を指示しないように召使に対し口を聞かせなかったが、ルクッルスの「食事をとる部屋だけは指示させて欲しい」という願いだけは聞き入れた。
従者はルクッルスより「今日はアポロンの部屋で食事する」とだけ申し渡され、屋敷に急いだ。
これにもかかわらず3人がルクッルスの屋敷に着くと、次々に豪華な料理が運ばれてきて、2人は目を丸くし通しだった。実は、「今日はアポロンの部屋で食事する」は隠語であり、ルクッルス家では食事をとる部屋によって食事の費用や内容は決まっていたのであり、このために召使は部屋の指定だけでどんな食事を用意すべきかを悟ったのである。アポロンの部屋は最も豪華な食事をする部屋で、庶民の年収が5千ドラクマの時代に、この部屋での食事は1回5万ドラクマであったという。
また、トゥスクルムの別荘に戦利品の書物を蔵書した大規模な私設文庫を設け、後年にマルクス・トゥッリウス・キケロやマルクス・ポルキウス・カトー(小カトー)らも利用している。